# Scott Speedman
Scott Speedman, parfois crédité sous le nom de Robert Scott Speedman, né le 1er septembre 1975 à Londres, en Angleterre, au (Royaume-Uni), est un acteur canado-britannique.

## Biographie
Né à Londres, il déménage très jeune pour s'installer avec sa famille au Canada et il grandit à Toronto.
Grand sportif, il s'illustre en athlétisme et en natation ; il fait même partie de l’équipe de natation nationale junior canadienne. Il doit toutefois abandonner le sport de haut niveau à cause d’une blessure au cou.

### Vie privée
Il a été en couple avec l’actrice Keri Russell durant la production de Felicity.
Il a été en couple pendant un an avec Teresa Palmer.
De 2012 à 2014, il partage la vie de l'actrice française Camille de Pazzis, qu'il a rencontrée sur le tournage de la série Last Resort.
Depuis 2017 il est en couple avec la designeuse Lindsay Rae Hofmann et fondatrice de la marque de maillot de bain Juillet. En mai 2021, sa compagne annonce qu’elle est enceinte et qu’ils attendent une fille. Leur fille Pfeiffer Lucia naît le 26 octobre 2021.

## Carrière
Il se tourne alors vers la comédie et obtient le premier rôle dans un court métrage, Can I Get a Witness ?, présenté au festival international du film de Toronto en 1996. Ensuite, il obtient le rôle principal dans le long métrage Kitchen Party, sorti en 1997.
On le retrouve par la suite à la télévision américaine dans la série Felicity, où il interprète le rôle de Ben Covington entre 1998 et 2002.
Après cette série qui l'a révélé, le comédien reprend sa carrière au cinéma avec le film Duos d'un jour, aux côtés de Gwyneth Paltrow, puis il joue un flic novice qui collabore avec des ripoux dans Dark Blue, sorti en 2002.
L'année suivante, il joue dans Underworld de Len Wiseman. Il reprend ce rôle dans la suite, Underworld 2 : Évolution, sorti en 2006.
En 2008, il joue dans le film Adoration, présenté en compétition au Festival de Cannes et de The Strangers.
En 2010, il est présent dans les films Good Neighbours et Le Monde de Barney.
Il fait son retour sur le petit écran en 2012 dans Last Resort et joue au cinéma dans Je te promets aux côtés de Channing Tatum et Rachel McAdams.
En 2014, il retrouve Atom Egoyan après Adoration dans Captives avec Ryan Reynolds et il tourne également dans Isolée, Out of the Dark et Barefoot.
En 2016, il tourne sur le grand écran dans The Monster obtient un rôle dans la série Animal Kingdom, jusqu'en 2018.
En 2021, il reprend son rôle qu'il tenait lors d'un épisode en 2018 dans Grey's Anatomy et joue également dans la saison 3 de You. L'année suivante, il joue dans Les Crimes du futur de David Cronenberg et Sharp Stick de Lena Dunham.

## Filmographie

### Cinéma

#### Longs métrages
- 1997 : Kitchen Party : Scott
- 2000 : Duos d'un jour (Duets) de Bruce Paltrow : Billy Hannan
- 2002 : Dark Blue (Dark Blue) de Ron Shelton : Bobby Keough
- 2003 : Ma vie sans moi (My Life Without Me) d'Isabel Coixet : Don
- 2003 : Underworld de Len Wiseman : Michael Corvin
- 2004 : Le 24ème Jour (The 24th Day) de Tony Piccirillo: Tom
- 2005 : XXX2 : The Next Level (xXx : State of the Union) de Lee Tamahori : Agent Kyle Steele
- 2006 : Underworld 2 : Évolution (Underworld : Evolution) de Len Wiseman : Michael Corvin
- 2006 : Weirdsville : Dexter
- 2008 : The Strangers de Bryan Bertino : James Hoyt
- 2008 : Anamorph d'Henry S. Miller : Carl Uffner
- 2009 : Adoration d'Atom Egoyan : Tom
- 2010 : Good Neighbours de Jacob Tierney : Spencer
- 2010 : Le Monde de Barney (Barney's Version) de Richard J. Lewis : Boogie
- 2011 : Edwin Boyd de Nathan Morlando : Edwin Alonzo Boyd (en)
- 2012 : Je te promets (The Vow) de Michael Sucsy : Jeremy
- 2014 : Captives d'Atom Egoyan : Inspecteur Jeffrey Cornwall
- 2014 : Isolée (October Gale) de Ruba Nadda : William
- 2014 : Out of the Dark de Lluis Quilez : Paul
- 2014 : Barefoot d'Andrew Fleming : Jay Wheeler
- 2016 : The Monster de Bryan Bertino : Roy
- 2019 : Run This Town de Ricky Tollman : David
- 2021 : Best Sellers de Lina Roessler : Jack Sinclair
- 2022 : Les Crimes du futur (Crimes of the Future) de David Cronenberg : Lang Dotrice
- 2022 : Sharp Stick de Lena Dunham : Vance Leroy

#### Courts métrages
- 1996 : Can I Get a Witness?
- 1997 : Ursa Major : Jason

### Télévision

#### Séries télévisées
- 1996 : Chair de poule (Goosebumps) : Officier Madison
- 1996 : Alice et les Hardy Boys (Nancy Drew) Ned Nickerson
- 1998 - 2002 : Felicity : Ben Convigton
- 2012 - 2013 : Last Resort : Sam Kendal
- 2016 - 2018 : Animal Kingdom : Barry « Baz » Blackwell
- 2018 / 2021 - 2022 : Grey's Anatomy : Dr Nick Marsh
- 2021 : You : Matthew Englert
- 2024 : Teacup : James Chenoweth

#### Téléfilms
- 1995 : Net Worth : Un homme
- 1996 : A Brother's Promise: The Dan Jansen Story : Un des amis de Dan Jansen
- 1996 : Giant Mine : Spanky Riggs
- 1997 : Dead Silence : Officer Stevie Cardy
- 1997 : Fraternité mortelle (What Happened to Bobby Earl?) : Steve Talbert
- 1997 : Toutes les neuf secondes (Every 9 Seconds) : Greg
- 1998 : Rescuers: Stories of Courage: Two Couples : Patric

## Voix françaises
En France
| - Jean-Pierre Michaël dans : - Felicity (série télévisée) - Dark Blue - XXX2: The Next Level - The Strangers - Je te promets - Grey's Anatomy (série télévisée) - You (série télévisée) - Les Crimes du futur | - Rémi Bichet dans : - Underworld - Underworld 2 : Évolution - Laurent Maurel dans : - Animal Kingdom (série télévisée) - Best Sellers |

Au Québec
| - Nicolas Charbonneaux-Collombet dans : - Bleu sombre - Monde infernal - Monde infernal : Évolution - Les Inconnus - Adoration - Le Vœu - La Captive - Orage d'automne - Animal Kingdom (série télévisée) | - Claude Gagnon dans - Notre-Dame-de-Grâce - Régner sur la ville Et aussi - Joël Legendre dans Jeunesse en folie - Tristan Harvey dans Ma vie sans moi - Louis-Philippe Dandenault dans Le Monde de Barney |

## Distinctions

### Récompenses
- Festival international du cinéma au féminin de Bordeaux 2003 : Meilleure interprétation masculine pour Ma vie sans moi
- Saturn Awards 2004 : Cinescape Genre Face of the Future Award du meilleur acteur pour Underworld
- Festival international du film policier de Liège 2013 : Insigne de Cristal du meilleur acteur pour Edwin Boyd

### Nominations
- Teen Choice Awards 1999 : meilleure révélation télévisuelle pour Felicity
- Teen Choice Awards 2000 : meilleur acteur à la télévision pour Felicity
- Teen Choice Awards 2002 : meilleur acteur à la télévision dans un drame pour Felicity
- Teen Choice Awards 2008 : meilleur acteur dans un film d'horreur ou thriller pour The Strangers
- Fright Meter Awards 2008 : meilleur acteur pour The Strangers
- Prix Génie 2010 : meilleur acteur dans un second rôle pour  Adoration
- Prix Génie 2012 : meilleur acteur pour Edwin Boyd